# Otto Wagener
Otto Wagener (29 de abril de 1888 - 9 de agosto de 1971) fue un general alemán y, durante un tiempo, asesor económico y confidente de Adolf Hitler.

## Biografía
Nació en Durlach. Durante la Primera Guerra Mundial, Wagener se desempeñó como oficial en el Ejército Imperial Alemán antes de ser enviado al Estado Mayor en 1916.
Después de la guerra, participó en la defensa de Posen (ahora Poznań, Polonia), pero tuvo que huir a los Estados bálticos para evitar el arresto. Allí, unificó a los Freikorps en la Legión Alemana y asumió el liderazgo de esta última. De vuelta en Alemania, participó en las operaciones de los Freikorps en la Alta Silesia, Sajonia y la región del Ruhr.
En 1929, Wagener se unió al Partido Nacionalsocialista Obrero Alemán y la SA, bajo la influencia de su excompañero de los Freikorps, Franz Pfeffer von Salomon.
Fue Jefe de Estado Mayor de las SA entre octubre de 1929 y diciembre de 1930. Luego se convierte en el asesor económico personal de Adolf Hitler y luego en el Comisionado de Economía del Reich de abril a junio de 1933.
Después de la noche de los cuchillos largos, Wagener fue detenido por un corto tiempo. Sin embargo, fue rehabilitado y reanudó su carrera en el ejército.
Durante la Segunda Guerra Mundial Wagener sirvió en el frente, ascendiendo al rango de mayor general y convirtiéndose en un comandante de división. En 1945 fue arrestado y detenido por los británicos; luego estuvo internado de 1947 a 1952 en un campo de prisioneros de guerra en Italia. En 1946 escribió sus memorias tituladas Hitler aus nächster Nähe. Aufzeichnungen eines Vertrauten 1929-1932, que fueron publicadas de forma póstuma en 1978.
Otto Wagener murió en Chieming en 1971.